# Miloš Adamović
Miloš Adamović (Servisch: Милош Адамови) (Belgrado, 20 februari 1979) is een Servische voetballer (doelman). In seizoen 2007/08 kwam hij uit voor KV Mechelen.

## Carrière

### Servië
Adamović begon zijn keeperscarrière in 2004 bij het Servische Radnički Niš, nadat hij de jeugdopleiding van FK Zemun had doorlopen, maar daar niet in aanmerking kwam voor het eerste team. Na één seizoen verliet hij Niš reeds, om vervolgens aan de slag te gaan bij de nieuwe fusieclub FK Voždovac Belgrado. Adamović degradeerde echter na één seizoen al met zijn club naar de Servische tweede divisie.

### België & Cyprus
Adamović had weinig trek om in Servië op het tweede plan te gaan spelen en hij vertrok naar het buitenland. Ethnikos Achna uit Cyprus werd zijn nieuwe werkgever. Na een goed seizoen op het hoogste niveau in Cyprus, werd hij in de zomer van 2007 door KV Mechelen op huurbasis aangetrokken als eerste doelman. De Belgische club was net gepromoveerd naar de Belgische Eerste Klasse. Adamović stond bij de fans al snel ter discussie en werd na dertien wedstrijden als eerste doelman vervangen. Tijdens zijn periode in België werd zijn dochtertje ernstig ziek en wilde de keeper graag terugkeren naar Cyprus of Servië. Na een half seizoen op de bank te hebben gezeten bij KV Mechelen, keerde de keeper afgelopen zomer op transfervrije basis dan eindelijk terug naar Cyprus, waar hij een meerjarig contract heeft getekend bij AEK Larnaca.

## Statistieken
| seizoen | club                 | land                 | competitie         | wed. | goals |
| ------- | -------------------- | -------------------- | ------------------ | ---- | ----- |
| 2004/05 | FK Radnički Niš      | Servië en Montenegro | Meridian Superliga | 15   | 0     |
| 2005/06 | FK Voždovac Belgrado | Servië en Montenegro | Meridian Superliga | 22   | 0     |
| 2006/07 | Ethnikos Achna       | Cyprus               | A Divizion         | 26   | 0     |
| 2007/08 | KV Mechelen          | België               | Eerste Klasse      | 13   | 0     |
| 2008/09 | AEK Larnaca          | Cyprus               | A Divizion         | ?    | ?     |
| Totaal  |                      |                      |                    | 76   | 0     |